# Seznam poslanců Českého zemského sněmu (1889–1895)
Toto je seznam poslanců Českého zemského sněmu ve volebním období 1889–1895. Zahrnuje všechny členy Českého zemského sněmu ve funkčním období od zemských voleb roku 1889 až do zemských voleb roku 1895.
| Jméno                                 | Kurie                       | Volební obvod                                            | Strana                                        | Poznámka                                                               |
| ------------------------------------- | --------------------------- | -------------------------------------------------------- | --------------------------------------------- | ---------------------------------------------------------------------- |
| Bareuther Ernst                       | městská                     | Aš, Rosbach                                              | něm. liberál nebo něm. nacionál               |                                                                        |
| Bartel Ferdinand                      | městská                     | Česká Lípa                                               |                                               | Zvolen v prosinci 1894.                                                |
| Bendel Josef                          | městská                     | Frýdlant, Chrastava                                      | něm. liberál                                  |                                                                        |
| Berger Emanuel                        | velkostatkářská             | nesvěřenecké velkostatky                                 | konz. velkostatkář                            | [ 2 ]                                                                  |
| Bernardin Karl                        | obch. a živnost. komor      | Cheb                                                     | něm. liberál                                  | [ 4 ]                                                                  |
| Bohaty Adolf                          | obch. a živnost. komor      | Liberec                                                  | něm. liberál                                  | [ 4 ]                                                                  |
| Bondy Bohumil                         | obch. a živnost. komor      | Praha                                                    | staročech                                     | [ 4 ]                                                                  |
| Böns Franz                            | venkovských obcí            | Ústí n. Labem, Chabařovice                               | něm. liberál                                  | [ 5 ]                                                                  |
| Borový Klement                        | velkostatkářská             | nesvěřenecké velkostatky                                 | konz. velkostatkář                            | [ 2 ]                                                                  |
| Bráf Albín                            | velkostatkářská             | nesvěřenecké velkostatky                                 | konz. velkostatkář                            | [ 2 ]                                                                  |
| Brynych Edvard Jan                    | virilisté                   | biskup královéhradecký                                   |                                               |                                                                        |
| Brzorád Eduard                        | venkovských obcí            | Ledeč, Dolní Kralovice                                   | mladočech                                     | Zvolen v říjnu 1892.                                                   |
| Buberl Andreas                        | městská                     | Vildštejn, Königsberg, Hazlov, Falknov                   | něm. liberál                                  |                                                                        |
| Buquoy Ferdinand                      | velkostatkářská             | nesvěřenecké velkostatky                                 | konz. velkostatkář                            | Rezignace oznámena v září 1892.                                        |
| Buquoy-Longueval Karel                | velkostatkářská             | svěřenecké velkostatky                                   | konz. velkostatkář                            | [ 2 ]                                                                  |
| Clam-Martinic Richard                 | velkostatkářská             | svěřenecké velkostatky                                   | konz. velkostatkář                            | Zemřel 15. 11. 1891.                                                   |
| Clar Ignaz                            | venkovských obcí            | Děčín, Benešov, Česká Kamenice                           | něm. liberál                                  | Rezignoval r. 1892.                                                    |
| Czernin Eugen                         | velkostatkářská             | nesvěřenecké velkostatky                                 | konz. velkostatkář                            | [ 2 ]                                                                  |
| Czernin Josef                         | velkostatkářská             | nesvěřenecké velkostatky                                 | konz. velkostatkář                            | Rezignace oznámena v září 1892.                                        |
| Černín Děpold                         | velkostatkářská             | nesvěřenecké velkostatky                                 | konz. velkostatkář                            | Rezignace oznámena v září 1892.                                        |
| Černý Josef                           | venkovských obcí            | Dvůr Králové, Jaroměř                                    | mladočech                                     |                                                                        |
| Dalberg Karl                          | velkostatkářská             | nesvěřenecké velkostatky                                 | konz. velkostatkář                            | Rezignace oznámena v prosinci 1893.                                    |
| Daubek Josef Šebestián                | velkostatkářská             | nesvěřenecké velkostatky                                 | konz. velkostatkář                            | Zvolen ě v březnu 1892.                                                |
| Deym Ferdinand                        | velkostatkářská             | svěřenecké velkostatky                                   | konz. velkostatkář                            | Zvolen v září 1892.                                                    |
| Dittrich Josef                        | městská                     | Praha-Malá Strana                                        | staročech                                     | [ 15 ]                                                                 |
| Dobřenský Jan                         | velkostatkářská             | nesvěřenecké velkostatky                                 | konz. velkostatkář                            | [ 2 ]                                                                  |
| Dobřenský Jan Antonín                 | velkostatkářská             | nesvěřenecké velkostatky                                 | konz. velkostatkář                            | [ 2 ]                                                                  |
| Doležal Jindřich                      | venkovských obcí            | Nový Bydžov, Chlumec                                     | mladočech                                     |                                                                        |
| Dollanský František                   | městská                     | Jičín, Nový Bydžov                                       | staročech                                     |                                                                        |
| Drasche Richard                       | velkostatkářská             | nesvěřenecké velkostatky                                 | konz. velkostatkář                            | [ 2 ] [ 17 ]                                                           |
| Dvořák Jan                            | venkovských obcí            | Nové Město, Náchod, Úpice, Opočno, Č. Skalice            | mladočech                                     |                                                                        |
| Dyk Emanuel                           | venkovských obcí            | Rokycany, Blovice                                        | mladočech                                     |                                                                        |
| Effmert Antonín                       | obch. a živnost. komor      | Budějovice                                               | staročech                                     | [ 4 ]                                                                  |
| Elhenický Alois                       | městská                     | Smíchov                                                  | staročech                                     |                                                                        |
| Eltz Eduard                           | venkovských obcí            | Falknov                                                  | něm. liberál                                  | Zvolen v lednu 1894.                                                   |
| Engel Emanuel                         | městská                     | Jílové, Benešov, Č. Kostelec                             | mladočech                                     |                                                                        |
| Faber Karel                           | venkovských obcí            | Milevsko, Sedlec, Bechyně                                | staročech                                     | Zemřel 14. 5. 1890.                                                    |
| Fabián Václav                         | velkostatkářská             | nesvěřenecké velkostatky                                 | konz. velkostatkář                            | [ 2 ]                                                                  |
| Faltis Karl                           | městská                     | Trutnov, Broumov, Police                                 |                                               | Zvolen v květnu 1890. Rezignace oznámena v září 1892.                  |
| Fiedler Emil                          | venkovských obcí            | Trutnov, Hostinné, Maršov, Žacléř                        | něm. liberál                                  | Rezignace oznámena v září 1892.                                        |
| Fišera Václav                         | velkostatkářská             | nesvěřenecké velkostatky                                 | konz. velkostatkář                            | [ 2 ]                                                                  |
| Dr. Flögel                            | městská                     |                                                          |                                               | Rezignace oznámena v květnu 1890.                                      |
| Formánek Václav                       | venkovských obcí            | Hradec Králové, Nechanice                                | mladočech                                     |                                                                        |
| Fournier August                       | městská                     | Děčín, Podmokly, Kamenice, Chřibská                      | něm. liberál                                  | Zvolen v únoru 1892.                                                   |
| Franzel Johann                        | venkovských obcí            | Teplice, Duchcov, Bílina                                 |                                               | Zvolen v prosinci 1891.                                                |
| Frič Antonín                          | virilisté                   | rektor německé univerzity                                |                                               | 1891–1892                                                              |
| Friedrich Anton                       | venkovských obcí            | Rumburk, Varnsdorf                                       | něm. liberál                                  | Zemřel r. 1891, pak ho nahradil W. Seifert.                            |
| Funke Alois                           | městská                     | Litoměřice, Lovosice                                     | něm. liberál                                  | [ 27 ]                                                                 |
| Garreis Julius                        | městská                     | Děčín, Podmokly, Kamenice, Chřibská                      | něm. liberál                                  | Rezignoval r. 1892.                                                    |
| Goldberg Karl                         | městská                     | Varnsdorf                                                | něm. liberál                                  | [ 27 ]                                                                 |
| Götzl Josef                           | velkostatkářská             | nesvěřenecké velkostatky                                 | konz. velkostatkář                            | [ 2 ]                                                                  |
| Grégr Eduard                          | venkovských obcí            | Vysoké Mýto, Skuteč, Hlinsko                             | mladočech                                     |                                                                        |
| Grégr Julius                          | venkovských obcí            | Karlín, Král. Vinohrady, Brandýs                         | mladočech                                     | Rezignace oznámena v prosinci 1894.                                    |
| Gröger Josef                          | obch. a živnost. komor      | Cheb                                                     | něm. liberál                                  | Rezignoval r. 1892.                                                    |
| Gschier Gustav                        | městská                     | Cheb                                                     | něm. liberál                                  | Rezignace oznámena v dubnu 1893.                                       |
| Guntermann Emil                       | městská                     | Most, Bílina, Horní Litvínov                             | něm. liberál                                  | Rezignace oznámena v dubnu 1893.                                       |
| Guschall Wenzel                       | venkovských obcí            | Planá, Teplá, Bezdružice                                 | něm. liberál                                  | Rezignace oznámena v prosinci 1893.                                    |
| Hájek Max                             | městská                     | Písek                                                    | staročech                                     |                                                                        |
| Hallwich Hermann                      | městská                     | Vrchlabí, Lanov, Hostinné                                | něm. liberál                                  | [ 27 ]                                                                 |
| Hampl Josef                           | venkovských obcí            | Nymburk, Benátky                                         | mladočech                                     |                                                                        |
| Harrach Jan                           | venkovských obcí            | Vrchlabí, Rokytnice, Vysoká, Jilemnice                   | staročech Rezignace oznámena v prosinci 1893. |                                                                        |
| Hartl František                       | venkovských obcí            | Turnov, Český Dub                                        | staročech                                     |                                                                        |
| Heinzel Anselm                        | venkovských obcí            | Broumov, Police                                          | něm. nacionál                                 | [ 5 ]                                                                  |
| Herbig Josef                          | venkovských obcí            | Frýdlant                                                 | něm. liberál                                  | Zvolen v prosinci 1891.                                                |
| Herbst Eduard                         | venkovských obcí            | Frýdlant                                                 | něm. liberál                                  | Rezignoval r. 1891.                                                    |
| Herold Josef                          | venkovských obcí            | Jílové, Říčany                                           | mladočech                                     |                                                                        |
| Hielle Karl                           | obch. a živnost. komor      | Liberec                                                  | něm. liberál                                  | Zemřel 17. 11. 1891.                                                   |
| Hlávka Josef                          | velkostatkářská             | nesvěřenecké velkostatky                                 | konz. velkostatkář                            | [ 2 ]                                                                  |
| Hodys Josef                           | venkovských obcí            | Příbram, Dobříš                                          | mladočech                                     |                                                                        |
| Hofmann Julius                        | městská                     | Karlovy Vary, Jáchymov                                   | něm. liberál                                  | [ 27 ]                                                                 |
| Hofmann Vinzenz                       | venkovských obcí            | Stříbro, Touškov, Stod                                   | něm. liberál                                  | Zvolen v dubnu 1890.                                                   |
| Hora Antonín                          | velkostatkářská             | nesvěřenecké velkostatky                                 | konz. velkostatkář                            | [ 2 ]                                                                  |
| Horák Josef                           | venkovských obcí            | Poděbrady, Městec Králové                                | mladočech                                     |                                                                        |
| Horák Václav                          | velkostatkářská             | nesvěřenecké velkostatky                                 | konz. velkostatkář                            | Zvolen v březnu 1892.                                                  |
| Hovorka František                     | venkovských obcí            | Žamberk, Ústí n. Orlicí                                  | mladočech                                     |                                                                        |
| Hruš Robert                           | venkovských obcí            | Ledeč, Dolní Kralovice                                   | staročech                                     | Zvolen v listopadu 1889. Rezignace oznámena v září 1892.               |
| Hubáček Felix                         | venkovských obcí            | Chotěboř, Habry                                          | staročech                                     |                                                                        |
| Huspeka František                     | velkostatkářská             | nesvěřenecké velkostatky                                 | konz. velkostatkář                            | Zemřel 11. 8. 1891.                                                    |
| Hütter Heinrich                       | venkovských obcí            | Kaplice, Nové Hrady, Vyšší Brod                          | něm. liberál                                  | [ 5 ]                                                                  |
| Chotek Rudolf                         | velkostatkářská             | svěřenecké velkostatky                                   | konz. velkostatkář                            | Rezignace oznámena v květnu 1890.                                      |
| Inwald Josef                          | městská                     | Praha-Josefov                                            | mladočech                                     |                                                                        |
| Jäger Wenzel                          | venkovských obcí            | Dubá, Štětí                                              | něm. liberál                                  | [ 5 ]                                                                  |
| Jahn Jiljí Vratislav                  | velkostatkářská             | nesvěřenecké velkostatky                                 | konz. velkostatkář                            | Rezignace oznámena v září 1892.                                        |
| Jahnl Anton                           | městská                     | Cvikov, Mimoň                                            | něm. liberálNotář z Cvikova.                  |                                                                        |
| Janda Heřman                          | venkovských obcí            | Hořice, Nová Paka                                        | mladočech                                     | Zvolen v září 1892.                                                    |
| Janda Václav                          | venkovských obcí            | Slaný, Velvary                                           | mladočech                                     |                                                                        |
| Jann Josef                            | venkovských obcí            | Jindřichův Hradec, Bystřice, Třeboň                      | mladočech                                     | [ 2 ] [ 40 ]                                                           |
| Jantsch Gustav                        | obchodních a živnost. komor | Liberec                                                  |                                               | Zvolen v prosinci 1891. Rezignace oznámena v prosinci 1894.            |
| Jeřábek Jan                           | venkovských obcí            | Jindřichův Hradec, Bystřice, Třeboň                      | staročech                                     | Zemřel 14. 9. 1894.                                                    |
| Jindáček Jan                          | venkovských obcí            | Hořovice, Zbiroh                                         | staročech                                     |                                                                        |
| Jindřich Václav                       | venkovských obcí            | Rakovník, Křivoklát, Louny, N. Strašecí                  | mladočech                                     |                                                                        |
| Kaftan Jan                            | městská                     | Praha-Hradčany, Vyšehrad, Holešovice                     | mladočech                                     |                                                                        |
| Kahl Josef                            | obchodních a živnost. komor | Liberec                                                  | něm. liberál                                  | Zvolen v prosinci 1894.                                                |
| Karlík Josef                          | obchodních a živnost. komor | Plzeň                                                    | mladočech                                     | Zvolen v březnu 1893.                                                  |
| Kašpar Josef                          | velkostatkářská             | nesvěřenecké velkostatky                                 |                                               | Zvolen v září 1892.                                                    |
| Kelle Johann                          | virilisté                   | rektor německé univerzity                                |                                               | 1891–1892                                                              |
| Kiemann Johann                        | městská                     | Vimperk, Prachatice, Volary                              | něm. liberál                                  |                                                                        |
| Kindermann Franz                      | městská                     | Šluknov, Ehrenberg, Haňšpach                             | něm. liberál nebo něm. nacionál               |                                                                        |
| Kinský August                         | velkostatkářská             | nesvěřenecké velkostatky                                 | konz. velkostatkář                            | Rezignace oznámena v září 1892.                                        |
| Kinský Bedřich Karel                  | velkostatkářská             | svěřenecké velkostatky                                   | konz. velkostatkář                            | Rezignace oznámena v září 1892.                                        |
| Kleist Friedrich                      | velkostatkářská             | nesvěřenecké velkostatky                                 | konz. velkostatkář                            | [ 2 ]                                                                  |
| Klimeš Josef                          | venkovských obcí            | Chrudim, Nasavrky                                        | staročech                                     |                                                                        |
| Knoll Rudolf                          | venkovských obcí            | Karlovy Vary, Loket, Bečov                               | něm. liberál                                  | [ 5 ]                                                                  |
| Koldinský Alois                       | venkovských obcí            | Pardubice, Holice, Přelouč                               | mladočech                                     |                                                                        |
| Kolovrat Zdenko                       | velkostatkářská             | svěřenecké velkostatky                                   | konz. velkostatkář                            | Zemřel 24. 10. 1892.                                                   |
| Kolovrat-Krakovský Jindřich           | velkostatkářská             | svěřenecké velkostatky                                   | konz. velkostatkář                            | [ 2 ]                                                                  |
| König František                       | venkovských obcí            | Plzeň, Kralovice                                         | mladočech                                     |                                                                        |
| Kounic Václav Robert                  | městská                     | Slaný, Velvary, Rakovník, Louny                          | mladočech                                     |                                                                        |
| Kovář Václav                          | venkovských obcí            | Strakonice, Volyň                                        | mladočech                                     | Zemřel 1. 8. 1891.                                                     |
| Krajíc František                      | venkovských obcí            | Ledeč, Dolní Kralovice                                   | č. nezávislý kand.                            |                                                                        |
| Krásl František Borgia                | velkostatkářská             | nesvěřenecké velkostatky                                 | konz. velkostatkář                            | [ 2 ]                                                                  |
| Krofta Josef                          | městská                     | Plzeň                                                    | staročech                                     | Zemřel 3. 11. 1892.                                                    |
| Krumbholz Václav                      | venkovských obcí            | Smíchov, Zbraslav, Beroun, Unhošť                        | mladočech                                     |                                                                        |
| Křepek Franz                          | venkovských obcí            | Litoměřice, Lovosice, Úštěk                              | něm. liberál                                  | [ 5 ]                                                                  |
| Kučera Jan                            | městská                     | Hořovice, Beroun, Radnice, Rokycany                      | mladočech                                     |                                                                        |
| Kudrna Otakar                         | venkovských obcí            | Prachatice, Netolice, Volary                             | č. nezávislý kand.                            |                                                                        |
| Kůs Jan                               | venkovských obcí            | Přeštice, Nepomuk                                        | mladočech                                     | Zvolen v říjnu 1892.                                                   |
| Kvíčala Jan                           | městská                     | Hradec Králové, Jaroměř, Josefov                         | staročech                                     |                                                                        |
| Kytka František                       | městská                     | Praha-Hradčany, Vyšehrad, Holešovice                     | staročech                                     |                                                                        |
| Lang Čestmír                          | venkovských obcí            | Milevsko, Sedlec, Bechyně                                | mladočech                                     | Zvolen v září 1890.                                                    |
| Lang Hynek                            | venkovských obcí            | Tábor, Ml. Vožice, Soběslav, Veselí                      | mladočech                                     |                                                                        |
| Langer Eduard                         | městská                     | Trutnov, Broumov, Police                                 | něm. liberál                                  | Zvolen v říjnu 1892.                                                   |
| Lažanský Jan                          | velkostatkářská             | nesvěřenecké velkostatky                                 | konz. velkostatkář                            | [ 2 ]                                                                  |
| Lažanský Vladimír                     | velkostatkářská             | nesvěřenecké velkostatky                                 | konz. velkostatkář                            | [ 2 ]                                                                  |
| Ledebur-Wicheln Johann                | velkostatkářská             | nesvěřenecké velkostatky                                 | konz. velkostatkář                            | Rezignace oznámena v září 1892.                                        |
| Ledebur Franz                         | velkostatkářská             | nesvěřenecké velkostatky                                 | konz. velkostatkář                            | Rezignace oznámena v září 1892.                                        |
| Legler Friedrich                      | městská                     | Liberec                                                  | něm. nacionál                                 | [ 27 ]                                                                 |
| Leitner Johann                        | městská                     | Most, Bílina, Horní Litvínov                             | něm. liberál                                  | Zvolen v prosinci 1892.                                                |
| Leminger Jindřich                     | obchodních a živnost. komor | Plzeň                                                    | mladočech                                     | Zvolen roku 1894.                                                      |
| Lenz Antonín                          | velkostatkářská             | nesvěřenecké velkostatky                                 | konz. velkostatkář                            | [ 2 ]                                                                  |
| Leonhardi Adolf                       | velkostatkářská             | nesvěřenecké velkostatky                                 | konz. velkostatkář                            | Rezignace oznámena v prosinci 1893.                                    |
| Lilgenau Karl                         | velkostatkářská             | nesvěřenecké velkostatky                                 |                                               | Zvolen v září 1892.                                                    |
| Lippert Julius                        | venkovských obcí            | Šluknov, Haňšpach                                        | něm. liberál                                  | [ 5 ]                                                                  |
| Lobkowicz Ferdinand                   | velkostatkářská             | nesvěřenecké velkostatky                                 | konz. velkostatkář                            | [ 2 ]                                                                  |
| Lobkowicz Jiří Kristián               | velkostatkářská             | svěřenecké velkostatky                                   | konz. velkostatkář                            | [ 2 ]                                                                  |
| Lobkowicz Zdenko                      | velkostatkářská             | nesvěřenecké velkostatky                                 | konz. velkostatkář                            | Rezignace oznámena v září 1892.                                        |
| Loula Karel                           | venkovských obcí            | Benešov, Neveklov, Vlašim                                | mladočech                                     |                                                                        |
| Macků Hynek                           | venkovských obcí            | Litomyšl, Polička                                        | staročech                                     |                                                                        |
| Mahal Johann                          | venkovských obcí            | Horšovský Týn, Ronšperk                                  | něm. liberál                                  | [ 5 ]                                                                  |
| Macháček František                    | venkovských obcí            | Votice, Sedlčany                                         | staročech                                     |                                                                        |
| Mareš Čeněk                           | velkostatkářská             | nesvěřenecké velkostatky                                 | konz. velkostatkář                            | [ 2 ]                                                                  |
| Masaryk Tomáš                         | městská                     | Strakonice, Horažďovice, Vodňany                         |                                               | Zvolen v prosinci 1891. Rezignace oznámena v prosinci 1893.            |
| Mašek Josef Ladislav                  | venkovských obcí            | Jičín, Lomnice, Sobotka                                  | staročech                                     |                                                                        |
| Mattuš Karel                          | městská                     | Mladá Boleslav, Nymburk                                  | staročech Rezignace oznámena v prosinci 1893. |                                                                        |
| Mayer Jan Viktor                      | velkostatkářská             | nesvěřenecké velkostatky                                 | konz. velkostatkář                            | Zvolen v září 1892.                                                    |
| Mettal Otto                           | velkostatkářská             | nesvěřenecké velkostatky                                 | konz. velkostatkář                            | Zvolen v březnu 1892.                                                  |
| Městecký Jan                          | městská                     | Praha-Malá Strana                                        | staročech                                     |                                                                        |
| Milner Emanuel                        | venkovských obcí            | Žlutice, Bochov, Manětín                                 | něm. liberál                                  | Zvolen v září 1892.                                                    |
| Mixa Blažej                           | městská                     | Příbram, Březové Hory                                    | staročech                                     |                                                                        |
| Mokrý Otokar                          | městská                     | Strakonice, Horažďovice, Vodňany                         | staročech                                     | Rezignoval r. 1892.                                                    |
| Müller Emil                           | městská                     | Jablonec, Hodkovice, Smržovka, Český Dub                 | něm. liberál                                  | Opětovně zvolen v lednu 1890. Zemřel 13. 11. 1892.                     |
| Müller Josef                          | městská                     | Kutná Hora                                               | staročech                                     |                                                                        |
| Munzar Václav                         | venkovských obcí            | Hořice, Nová Paka                                        | staročech                                     | Zemřel 7. 4. 1890.                                                     |
| Nagel Leo                             | městská                     | Georgswald, Königswald                                   | něm. liberál                                  | Zemřel 12. 4. 1891, nahradil ho Eduard Richter.                        |
| Naxera Václav                         | městská                     | Jindřichův Hradec, Bystřice                              | staročech                                     |                                                                        |
| Nekvasil Václav                       | obch. a živnost. komor      | Praha                                                    | staročech                                     | [ 4 ]                                                                  |
| Němec Václav                          | obch. a živnost. komor      | Praha                                                    | staročech                                     | [ 4 ]                                                                  |
| Niesig Wilhelm                        | venkovských obcí            | Česká Lípa, Mimoň, Hajda, Cvikov                         | něm. liberál                                  | [ 5 ]                                                                  |
| Niklfeld František                    | venkovských obcí            | Chotěboř                                                 | mladočech                                     | Zvolen r. 1891.                                                        |
| Nitsche Friedrich                     | městská                     | Krumlov, Kaplice, Nové Hrady, Vyšší Brod                 | něm. liberál                                  |                                                                        |
| Nostitz-Rieneck Carl Erwein           | velkostatkářská             | nesvěřenecké velkostatky                                 | konz. velkostatkář                            | [ 2 ]                                                                  |
| Paar Karel                            | velkostatkářská             | svěřenecké velkostatky                                   | konz. velkostatkář                            | [ 2 ]                                                                  |
| Pabstmann Gustav Ludwig               | velkostatkářská             | nesvěřenecké velkostatky                                 | konz. velkostatkář                            | [ 2 ]                                                                  |
| Pacák Bedřich                         | venkovských obcí            | Kutná Hora, Čáslav                                       | mladočech                                     |                                                                        |
| Pálffy von Erdöd Eduard               | velkostatkářská             | nesvěřenecké velkostatky                                 | konz. velkostatkář                            | [ 2 ]                                                                  |
| Patzak Josef                          | venkovských obcí            | Jáchymov, Blatná                                         | něm. liberál                                  | [ 5 ]                                                                  |
| Perner Václav                         | venkovských obcí            | Rychnov, Kostelec n. Orlicí                              | mladočech                                     |                                                                        |
| Perutz Adolf                          | obch. a živnost. komor      | Liberec                                                  | něm. liberál                                  | [ 4 ]                                                                  |
| Pfeill-Scharffenstein Alfred          | velkostatkářská             | nesvěřenecké velkostatky                                 | konz. velkostatkář                            | Zemřel 30. 4. 1891.                                                    |
| Pippich Karel                         | městská                     | Chrudim, Heřmanův Městec                                 | staročech                                     | Rezignace oznámena v květnu 1890.                                      |
| Plener Ernst                          | obch. a živnost. komor      | Cheb                                                     | něm. liberál                                  | [ 4 ]                                                                  |
| Pleva Jan                             | venkovských obcí            | Něm. Brod, Humpolec, Polná, Přibyslav, Štoky             | staročech                                     |                                                                        |
| Podlipný Jan                          | městská                     | Čáslav, Chotěboř, Golčův Jeníkov                         | mladočech                                     |                                                                        |
| Pollak Leopold                        | velkostatkářská             | nesvěřenecké velkostatky                                 | konz. velkostatkář                            | Rezignoval 1894.                                                       |
| Posselt Adolf                         | městská                     | Jablonec n. N., Hodkovice, Smržovka, Český Dub           | něm. liberál                                  | Zvolen v březnu 1893.                                                  |
| Pour Josef                            | venkovských obcí            | Hořice, Nová Paka                                        | mladočech                                     | Zvolen v květnu 1890 místo V. Munzara. Rezignace oznámena v září 1892. |
| Prade Heinrich                        | městská                     | Liberec                                                  | něm. nacionál                                 | [ 27 ]                                                                 |
| Pražák Jiří                           | virilisté                   | rektor české univerzity                                  |                                               | 1892–1893                                                              |
| Prokůpek Jan Antonín                  | venkovských obcí            | Kolín, Kouřim, Čáslav                                    | staročech                                     |                                                                        |
| Radimský Jan                          | velkostatkářská             | nesvěřenecké velkostatky                                 | konz. velkostatkář                            | [ 2 ]                                                                  |
| Radimský Václav                       | městská                     | Kolín, Kouřim, Poděbrady, Sadská                         | staročech                                     | Opětovně zvolen v prosinci 1891.                                       |
| Rasp Johann                           | městská                     | Planá, Tachov, Stříbro, Žandov                           | něm. liberál                                  |                                                                        |
| Rataj Jan                             | venkovských obcí            | Písek, Vodňany                                           | mladočech                                     |                                                                        |
| Riedl Josef                           | venkovských obcí            | Kraslice, Nejdek                                         | něm. liberál                                  | [ 5 ]                                                                  |
| Rieger František Ladislav             | venkovských obcí            | Semily, Železný Brod                                     | staročech                                     |                                                                        |
| Richlý Vilém                          | velkostatkářská             | nesvěřenecké velkostatky                                 | konz. velkostatkář                            | [ 2 ]                                                                  |
| Richter Alexander                     | obchodních a živnost. komor | Cheb                                                     |                                               | Zvolen v únoru 1892.                                                   |
| Richter Eduard                        | městská                     | Georgswald, Königswald                                   |                                               | Zvolen v prosinci 1891.                                                |
| Richter Ferdinand                     | velkostatkářská             | nesvěřenecké velkostatky                                 |                                               | Zvolen v září 1892.                                                    |
| Richter Stefan                        | venkovských obcí            | Děčín, Benešov, Česká Kamenice                           | něm. liberál                                  | Zvolen r. 1893.                                                        |
| Rilke Jaroslav                        | městská                     | Rokytnice, Jilemnice                                     | něm. liberál                                  | Rezignoval r. 1891.                                                    |
| Rombald                               | velkostatkářská             | nesvěřenecké velkostatky                                 | Rezignace oznámena v dubnu 1893.              |                                                                        |
| Rombald Marian                        | velkostatkářská             | nesvěřenecké velkostatky                                 |                                               | Zvolen v září 1892, ihned ale rezignoval.                              |
| Rogler Josef                          | venkovských obcí            | Falknov, Kynžvart                                        | něm. liberál                                  | Rezignace oznámena v prosinci 1893.                                    |
| Rotter Ferdinand                      | obch. a živnost. komor      | Liberec                                                  | něm. liberál                                  | [ 4 ]                                                                  |
| Rotter Ferdinand                      | venkovských obcí            | Landškroun, Králíky, Rokytnice                           | něm. liberál                                  | [ 5 ]                                                                  |
| Russ Viktor Wilhelm                   | městská                     | Chomutov, Vejprty, Přísečnice                            | něm. liberál                                  |                                                                        |
| Rziha Franz                           | městská                     | Rokytnice, Jilemnice                                     |                                               | Zvolen v březnu 1892.                                                  |
| Říha Martin Josef                     | virilisté                   | biskup českobudějovický                                  |                                               |                                                                        |
| Sajfert František                     | velkostatkářská             | nesvěřenecké velkostatky                                 | konz. velkostatkář                            | [ 2 ]                                                                  |
| Sallmann Theodor                      | městská                     | Rumburk                                                  | něm. liberál                                  | Zemřel 23. 8. 1893.                                                    |
| Samec František                       | městská                     | Třeboň, Lišov                                            | staročech                                     |                                                                        |
| Sax Emil                              | virilisté                   | rektor německé univerzity                                |                                               | 1892–1893                                                              |
| Sedláček Václav                       | městská                     | Klatovy, Domažlice                                       | staročech                                     | Zemřel 22. 8. 1894.                                                    |
| Sedlák Jan                            | venkovských obcí            | Klatovy, Domažlice                                       | staročech                                     |                                                                        |
| Sedlák Prokop                         | obch. a živnost. komor      | Praha                                                    | staročech                                     | Rezignace oznámena v prosinci 1893.                                    |
| Seifert Wenzel                        | venkovských obcí            | Rumburk, Varnsdorf                                       |                                               | Zvolen v prosinci 1891.                                                |
| Selisko Karl                          | venkovských obcí            | Trutnov, Hostinné, Maršov, Žacléř                        |                                               | Zvolen v září 1892.                                                    |
| Scharschmid Max von Adlertreu         | městská                     | Kraslice, Nejdek, Schönbach                              | něm. liberál                                  |                                                                        |
| Schebek Adolf                         | velkostatkářská             | nesvěřenecké velkostatky                                 |                                               | Zvolen v září 1892.                                                    |
| Schiebl Jaroslav                      | obch. a živnost. komor      | Plzeň                                                    | staročech                                     | Rezignace oznámena v prosinci 1893.                                    |
| Schier Josef                          | městská                     | Budějovice                                               | něm. liberál                                  |                                                                        |
| Schirnding Karel                      | velkostatkářská             | svěřenecké velkostatky                                   | konz. velkostatkář                            | Rezignace oznámena v prosinci 1893.                                    |
| Schlegel Franz                        | městská                     | Hajda, Šenov, Plottendorf, Parchen                       | něm. liberál                                  |                                                                        |
| Schlesinger Ludwig                    | venkovských obcí            | Liberec, Jablonec, Tanvald                               | něm. liberál                                  | [ 5 ]                                                                  |
| Schmeykal Franz                       | městská                     | Česká Lípa                                               | něm. liberál                                  | Zemřel 5. 4. 1894.                                                     |
| Schöbel Em. Jan Křtitel               | virilisté                   | biskup litoměřický                                       |                                               |                                                                        |
| Schönborn František                   | virilisté                   | arcibiskup pražský                                       |                                               |                                                                        |
| Schönborn Karl                        | velkostatkářská             | svěřenecké velkostatky                                   | konz. velkostatkář                            | [ 2 ]                                                                  |
| Schönborn Vojtěch                     | velkostatkářská             | nesvěřenecké velkostatky                                 | konz. velkostatkář                            | [ 2 ]                                                                  |
| Schuster Anton                        | venkovských obcí            | Tachov, Přimda                                           | něm. liberál                                  | [ 5 ] [ 73 ]                                                           |
| Schücker Karl                         | městská                     | Liberec                                                  | něm. nacionál                                 |                                                                        |
| Schücker Zdenko                       | městská                     | Cheb                                                     | něm. liberál                                  | Zvolen v lednu 1893.                                                   |
| Schüttelsberg August                  | velkostatkářská             | nesvěřenecké velkostatky                                 | konz. velkostatkář                            | [ 2 ]                                                                  |
| Schwarz František                     | městská                     | Plzeň                                                    |                                               | Zvolen v prosinci 1892.                                                |
| Schwarzenberg Adolf Josef             | velkostatkářská             | svěřenecké velkostatky                                   | konz. velkostatkář                            | [ 2 ]                                                                  |
| Schwarzenberg Bedřich                 | velkostatkářská             | nesvěřenecké velkostatky                                 | konz. velkostatkář                            | Nastoupil r. 1893.                                                     |
| Schwarzenberg Jan Adolf               | velkostatkářská             |                                                          | konz. velkostatkář                            | Nastoupil v lednu 1891.                                                |
| Schwarzenberg Karel III.              | velkostatkářská             | nesvěřenecké velkostatky                                 | konz. velkostatkář                            | [ 2 ]                                                                  |
| Schwarzenberg Karel IV. kníže         | velkostatkářská             | svěřenecké velkostatky                                   | konz. velkostatkář                            | [ 2 ]                                                                  |
| Siegmund Adolf                        | městská                     | Teplice, Ústí n. Labem                                   | něm. liberál                                  | [ 27 ]                                                                 |
| Silva-Tarouca Arnošt Emanuel          | velkostatkářská             | svěřenecké velkostatky                                   | konz. velkostatkář                            | Zvolen v září 1892.                                                    |
| Sprinzl Josef                         | virilisté                   | rektor německé univerzity                                |                                               | [ 76 ]                                                                 |
| Stangler Josef                        | velkostatkářská             | nesvěřenecké velkostatky                                 | konz. velkostatkář                            | [ 2 ]                                                                  |
| Starý Zikmund Antonín                 | velkostatkářská             | nesvěřenecké velkostatky                                 | konz. velkostatkář                            | Rezignace oznámena v dubnu 1893.                                       |
| Steidl Antonín                        | venkovských obcí            | Domažlice, Nová Kdyně                                    | staročech                                     |                                                                        |
| Steiner Anton                         | venkovských obcí            | Most, Hory Kateřinské, Jirkov                            | něm. liberál                                  | [ 5 ]                                                                  |
| Steiner František                     | venkovských obcí            | Březnice, Blatná, Mirovice                               | mladočech                                     |                                                                        |
| Sternberg Filip                       | velkostatkářská             | nesvěřenecké velkostatky                                 | konz. velkostatkář                            | [ 2 ]                                                                  |
| Stöhr Karl                            | venkovských obcí            | Teplice, Duchcov, Bílina                                 | něm. liberál                                  | Rezignoval r. 1892.                                                    |
| Streeruwitz Adolf                     | venkovských obcí            | Stříbro, Touškov, Stod                                   | něm. liberál                                  | Zemřel před r. 1890, místo něj pak zvolen V. Hofmann.                  |
| Strobach Zdeněk                       | venkovských obcí            | Pelhřimov, Pácov, Kamenice, Počátky                      | staročech                                     |                                                                        |
| Suida Jaroslav                        | městská                     | Trutnov, Broumov, Police                                 | něm. liberál                                  | Zemřel 11. 9. 1889. Nahradil ho Karl Faltis.                           |
| Šíl Josef                             | městská                     | Dvůr Králové, Hořice, Nové Město                         | mladočech                                     |                                                                        |
| Škarda Jakub                          | městská                     | Dobruška, Rychnov, Kostelec, Žamberk                     | staročech                                     |                                                                        |
| Škarda Václav                         | městská                     | Mladá Boleslav, Nymburk                                  | mladočech                                     | Nastoupil r. 1894.                                                     |
| Šolc Jindřich                         | městská                     | Praha-Staré Město                                        | staročech                                     | [ 15 ]                                                                 |
| Špindler Ervín                        | venkovských obcí            | Mělník, Roudnice                                         | mladočech                                     |                                                                        |
| Štěpán Martin                         | městská                     | Litomyšl, Polička                                        | mladočech                                     |                                                                        |
| Šulc Václav                           | velkostatkářská             | nesvěřenecké velkostatky                                 | konz. velkostatkář                            | [ 2 ]                                                                  |
| Talíř Matouš                          | virilisté                   | rektor české univerzity                                  |                                               | [ 76 ]                                                                 |
| Taschek Josef                         |                             |                                                          | něm. liberál                                  | Zvolen r. 1893.                                                        |
| Tattermusch Franz                     | venkovských obcí            | Žatec, Postoloprty, Chomutov, Bastianperk                | něm. liberál                                  | [ 5 ]                                                                  |
| Tausche Anton                         | venkovských obcí            | Kadaň, Přísečnice, Doupov                                | něm. liberál                                  | [ 5 ]                                                                  |
| Teklý Vilém                           | venkovských obcí            | Mladá Boleslav, Mnich. Hradiště, Bělá                    | mladočech                                     |                                                                        |
| Tersch Eduard                         | velkostatkářská             | nesvěřenecké velkostatky                                 | konz. velkostatkář                            | [ 2 ]                                                                  |
| Teubner Wenzel                        | venkovských obcí            | Jablonné, Chrastava                                      | něm. liberál                                  | Zemřel 27. 9. 1893.                                                    |
| Theumer Leo                           | městská                     | Loket, Slavkov, Schönfeld, Bečov, Sangerberg             | něm. liberál                                  |                                                                        |
| Thun-Hohenstein Franz                 | velkostatkářská             | svěřenecké velkostatky                                   | konz. velkostatkář                            | [ 2 ]                                                                  |
| Thun-Hohenstein Jaroslav              | velkostatkářská             | svěřenecké velkostatky                                   | konz. velkostatkář                            | [ 2 ]                                                                  |
| Thun-Hohenstein Zdenko                | velkostatkářská             | nesvěřenecké velkostatky                                 | konz. velkostatkář                            | [ 2 ]                                                                  |
| Tieftrunk Karel                       | městská                     | Mnichovo Hradiště, Bělá, Turnov                          | staročech                                     |                                                                        |
| Tilšer František                      | venkovských obcí            | Černý Kostelec, Český Brod                               | mladočech                                     |                                                                        |
| Tittelbach Hubert                     | městská                     | Žatec, Kadaň                                             | něm. liberál                                  | [ 27 ]                                                                 |
| Tomášů František                      | velkostatkářská             | nesvěřenecké velkostatky                                 | konz. velkostatkář                            | [ 2 ]                                                                  |
| Tomek Václav Vladivoj                 | městská                     | Praha-Nové Město                                         | staročech                                     | [ 15 ]                                                                 |
| Tonder Alipius Josef                  | velkostatkářská             | nesvěřenecké velkostatky                                 | konz. velkostatkář                            | Zvolen v září 1892.                                                    |
| Tonner Emanuel                        | městská                     | Mělník, Brandýs n. L., Roudnice                          | staročech                                     |                                                                        |
| Topinka Jan                           | městská                     | Karlín                                                   | staročech                                     |                                                                        |
| Toužimský Jan                         | městská                     | Praha-Nové Město                                         | staročech                                     | [ 15 ]                                                                 |
| Trakal Josef                          | velkostatkářská             | nesvěřenecké velkostatky                                 |                                               | Zvolen v září 1892.                                                    |
| Treybal Rudolf                        | venkovských obcí            | Přeštice, Nepomuk                                        | mladočech Rezignace oznámena v září 1892.     |                                                                        |
| Trojan Alois Pravoslav                | obch. a živnost. komor      | Plzeň                                                    | staročech                                     | Zemřel 9. 2. 1893.                                                     |
| Tůma Karel                            | městská                     | Vysoké Mýto, Hlinsko, Skuteč                             | mladočech                                     |                                                                        |
| Uhlík Josef                           | venkovských obcí            | Strakonice, Volyň                                        | mladočech                                     | Zvolen v prosinci 1891.                                                |
| Vašatý Jan                            | venkovských obcí            | Sušice, Horažďovice                                      | mladočech                                     |                                                                        |
| Vašatý Jan                            | městská                     | Lanškroun, Č. Třebová, Ústí n. Orlicí                    | mladočech                                     | Zvolen v užší volbě                                                    |
| Vitáček Ferdinand                     | velkostatkářská             | nesvěřenecké velkostatky                                 | konz. velkostatkář                            | Zvolen v září 1892.                                                    |
| Vojáček Jan Bohdan                    | velkostatkářská             | nesvěřenecké velkostatky                                 | konz. velkostatkář                            | [ 2 ]                                                                  |
| Vratislav z Mitrovic Evžen (Koloděje) | velkostatkářská             | svěřenecké velkostatky                                   | konz. velkostatkář                            | [ 2 ]                                                                  |
| Waldert Anton                         | venkovských obcí            | Žlutice, Bochov, Manětín                                 | něm. liberál                                  | [ 5 ]                                                                  |
| Waldstein Zdeněk                      | velkostatkářská             | svěřenecké velkostatky                                   |                                               | Zvolen v září 1892.                                                    |
| Wallner Johann                        | venkovských obcí            | Krumlov, Chvalšiny, Planá                                | něm. liberál                                  | Rezignace oznámena v dubnu 1893.                                       |
| Walter Josef                          | venkovských obcí            | Cheb, Aš, Vildštejn                                      | něm. liberál                                  | [ 5 ]                                                                  |
| Weidenhoffer Vojtěch                  | městská                     | Německý Brod, Polná, Humpolec                            | staročech                                     |                                                                        |
| Werunsky Albert                       | městská                     | Mikulášovice, Zeidlery, Krásná Lípa                      | něm. liberál                                  | [ 27 ]                                                                 |
| Wiedersperg Gustav                    | velkostatkářská             | nesvěřenecké velkostatky                                 | konz. velkostatkář                            | [ 2 ]                                                                  |
| Wiedersperg Hugo                      | velkostatkářská             | nesvěřenecké velkostatky                                 | konz. velkostatkář                            | Rezignace oznámena v září 1892.                                        |
| Wiehl Antonín                         | městská                     | Praha-Staré Město                                        | staročech                                     | [ 15 ]                                                                 |
| Windischgrätz Alfred August           | velkostatkářská             | svěřenecké velkostatky                                   | konz. velkostatkář                            | Rezignace oznámena v prosinci 1893.                                    |
| Wolkenstein Engelhart                 | velkostatkářská             | nesvěřenecké velkostatky                                 | konz. velkostatkář                            | Rezignace oznámena v září 1892.                                        |
| Wratislav Eugen (Dírná)               | velkostatkářská             | nesvěřenecké velkostatky                                 | konz. velkostatkář                            | [ 2 ]                                                                  |
| Wratislaw Maxmilian in Dirna          | velkostatkářská             | svěřenecké velkostatky                                   |                                               | Zvolen v březnu 1892.                                                  |
| Zátka August                          | venkovských obcí            | Budějovice, Lišov, Trhové Sviny, Hluboká, Týn n. Vltavou | staročech                                     |                                                                        |
| Zedtwitz Karl Max                     | velkostatkářská             | nesvěřenecké velkostatky                                 | konz. velkostatkář                            | [ 2 ]                                                                  |
| Zedtwitz Kurt                         | velkostatkářská             | nesvěřenecké velkostatky                                 | konz. velkostatkář                            | [ 2 ]                                                                  |
| Zeis Emanuel                          | městská                     | Tábor, Soběslav, Kamenice, Pelhřimov                     | staročech                                     |                                                                        |
| Zeithammer Antonín Otakar             | obch. a živnost. komor      | Budějovice                                               | staročech                                     | [ 4 ]                                                                  |
| Zeman Antonín                         | městská                     | Lomnice, Nová Paka, Sobotka                              | staročech                                     |                                                                        |
| Zessner Heinrich                      | velkostatkářská             | nesvěřenecké velkostatky                                 | konz. velkostatkář                            | Rezignace oznámena v září 1892.                                        |
| Ziegler August                        | venkovských obcí            | Kašperské Hory, Nýrsko, Hartmanice, Vimperk              | něm. liberál                                  | [ 5 ]                                                                  |
| Žák Jan                               | městská                     | Pardubice                                                | staročech                                     |                                                                        |
| Žalud Josef                           | městská                     | Praha-Josefov                                            | č. nezávislý kand.                            |                                                                        |